# Euphorbia duvalii
Euphorbia duvalii är en törelväxtart som beskrevs av Henri Lecoq och Martial Lamotte. Euphorbia duvalii ingår i släktet törlar, och familjen törelväxter. Inga underarter finns listade i Catalogue of Life.